# Medicago rugosa
Medicago rugosa é uma espécie de planta com flor pertencente à família Fabaceae. 
A autoridade científica da espécie é Desr., tendo sido publicada em Encyclopedie Methodique. Botanique 3 1789.

## Portugal
Trata-se de uma espécie presente no território português, nomeadamente em Portugal Continental.
Em termos de naturalidade é introduzida na região atrás indicada.

## Protecção
Não se encontra protegida por legislação portuguesa ou da Comunidade Europeia.